# Ludwig Munzinger junior
Ludwig Werner Munzinger (* 24. Februar 1921 in Weingarten; † 7. April 2012 in Ravensburg) war ein deutscher Verleger und Publizist. Er übernahm 1957 die Leitung des Munzinger-Archivs von seinem Vater Ludwig Munzinger senior.

## Leben
Ludwig Munzinger junior verbrachte seine Jugend und Schulzeit ab 1930 in Dresden und besuchte das Realgymnasium Blasewitz. 1939 machte er dort das Abitur und leistete danach den Arbeitsdienst bei einer Baueinheit, die auch am Überfall auf Polen teilnahm. Es folgte ein Studium der Rechtswissenschaften zuerst an der Universität Leipzig und 1940 weiter in München. Unterbrochen wurde das Studium, als Munzinger im Februar 1941 zu einer Nachrichtentruppe der Wehrmacht eingezogen wurde. Bei der Nachrichtentruppe nahm er ab Juni 1941 am Russlandfeldzug in der Ukraine und auf der Krim teil. 1944 kam Munzinger zur Offiziersausbildung nach Leipzig und wurde im Dezember zur letzten Offensive im Westen eingesetzt. 1946 geriet Munzinger in amerikanische Gefangenschaft, aus der er aber in die sowjetisch besetzte Zone entlassen wurde. Dies führte dazu, da Munzinger Offizier war, dass Munziger nun erneut in sowjetische Gefangenschaft geriet. Er verbrachte mehrere Jahre in Lagern auf dem Bau bei Rostow und im Kohlebergbau Untertage im Donezbecken. Seine Erlebnisse aus dieser Zeit, die bis Ende 1949 gingen, veröffentlichte er später im Buch Am Rande des Lebens: Aufzeichnungen über d. Gefangenschaft; 1945 – 1949. Das Studium setzte Munzinger 1950 an der Universität Tübingen fort. 1955 wurde er dort mit einer Arbeit zum Urheberrecht promoviert. 1951 heiratete er Maria, mit der er vier Kinder hatte. 1955 arbeitete Munzinger in einer Anwaltskanzlei. Munzinger übernahm nach dem Tod seines Vaters 1957 die Leitung des Munzinger-Archivs, einer immer wieder aktualisierten Loseblattsammlung. Sein Sohn Ernst (* 1953) wiederum übernahm 1988 die Geschäftsführung des Munzinger-Archivs.
Ludwig Munzinger junior war Mitglied der CDU und war von 1963 bis 1965 Mitglied des Gemeinderats der Stadt Ravensburg. Er war Angehöriger der Corps Franconia München und Suevia Tübingen. Er starb 2012 und wurde auf dem Hauptfriedhof Ravensburg begraben.

## Veröffentlichungen (Auswahl)
- Beiträge zum rechtlichen Schutz der Nachricht, insbesondere durch das Urheberrecht. Tübingen 1955.
- Am Rande des Lebens: Aufzeichnungen über d. Gefangenschaft 1945 – 1949. Munzinger, Ravensburg 1976.